# Macaranga glaberrima
Macaranga glaberrima är en törelväxtart som först beskrevs av Justus Carl Hasskarl, och fick sitt nu gällande namn av Airy Shaw. Macaranga glaberrima ingår i släktet Macaranga och familjen törelväxter.

## Underarter
Arten delas in i följande underarter:
- M. g. glaberrima
- M. g. schoddei